# 세도정치
세도 정치(勢道政治)는 조선 왕조의 외척이 된 가문이 왕의 위임(委任)을 받아 정권을 잡고 나라를 다스리던 정치이다.

## 세도 역사
영조·정조와 같은 뛰어난 군주가 탕평책을 쓰고 있는 동안은 어느 정도 정치의 안정을 기할 수가 있었다. 영조 말년부터 정조 초년에는 정조를 보호한 공이 있는 홍국영이 도승지로 있으면서 정권을 농단하였으나, 그렇게 오래 가지 않아 정권에서 배제되었다.
그러나 정조가 승하하고 순조가 11세의 어린 나이로 즉위하자 외척세력은 왕권을 압도하고, 이른바 세도 정치가 시작되었다. 즉 순조 초에 정조의 유명(遺命)으로 신 안동 김씨인 김조순 부원군이 국구(國舅)로서 정치를 전담하다시피 하였는데, 이에 따라 그의 일족은 모두 영달하여 노론인 신 안동 김씨는 많은 관직을 차지했다. 다만 능력도 없이 관직에 오른 풍양 조씨와는 달리 신 안동 김씨는 모두 문과에 급제할 정도로 뛰어난 재원이었다.
권력을 독점하던 신 안동 김씨의 전권 시대는 풍양 조씨를 만나 일시 후퇴하였다. 그것은 익종의 비(妃)가 조만영의 딸이었기 때문이었다. 이리하여 헌종 때에는 조씨 일문이 정권을 장악하게 되어 조씨는 많은 관직을 역임하였던 것이다. 그러나 철종이 즉위하면서 비가 김문근의 딸이었으므로 다시 세도가 신 안동 김씨에게로 돌아갔다.
이러한 형세였으므로 종실(宗室)이라하더라도 김씨 일문의 세력에 억눌려 살아야 했으며, 다른 세력이 신 안동 김씨의 힘을 빌리지 않고서 정치에 참여할 기회 또한 희박해졌다. 따라서 정치 기강이 극도로 문란해져서 유교적인 관료 정치는 무너지고, 붕당 사이의 세력 투쟁 시대로부터 척족(戚族)이 정권을 농단하는 시대로 변화한 것이다.
왕실의 외척이 정권을 독차지함으로써 척족의 가문이 고위 관직을 독점하여 정치 기강이 더욱 문란해졌다. 그로 말미암아 농민들의 피해는 더욱 커졌으며, 많은 뇌물을 바치고 관직을 얻은 관리들은 그 대가를 농민에게서 짜 내어 자신의 이익만을 얻어 갔다. 당시 재정을 확충하는 제도는 전정(田政)·군정(軍政)·환곡(還穀)이었으며, 통틀어 삼정(三政)이라 한다. 세도 정치와 맞물려, 삼정은 날로 문란해졌다. 전정에서는 삼수미·대동미·결작·도결 등의 폐해가 극심했고, 군정에서는 황구첨정·백골징포·족징·인징 등의 각종 편법이 생겨서 농민을 괴롭혔다. 환곡 또한 고리(高利)로 이익을 착취하는 수단이 되었으며, 반작·허류 등 여러 가지 방법으로 농민을 수탈하였다.
이러한 삼정의 문란은 농민에게 과중한 부담이 되었을 뿐 아니라, 국가의 재정까지 위협했고, 곳곳에서 민란이 발생하게 되었다.
아이러니하게도 신 안동 김씨의 후손들 중 상당수가 조선 멸망 이후에도 독립운동가와 거물정치가들이 배출되면서 국가를 다시 부흥시켰다.

## 정조 이전
정조 때 홍국영이 세도 정치를 하기 전의 세도(世道)는 단순한 정치권력보다는 어떤 지도이념과 공정한 언론을 주체로 하여 세도인심(世道人心)을 바로잡으려는 사상적·도의적인 일면이 있었다. 그러므로 이런 일을 감당하기 위해서는 훌륭한 인격과 뛰어난 학식이나 덕망을 가져야만 되었고, 따라서 왕도 높은 관직을 주어 우대하였다.
예를 들면 중종 때의 조광조는 교학(敎學)의 최고위 직인 지성균관사(知成均館事)를 거쳐 대사헌에 임명되었으며, 효종·현종 때의 송시열은 예조참판에서 신임을 받기 시작하여 이조판서를 역임하고, 뒤에 우의정·좌의정 등의 요직에 있으면서 세도의 신임과 위임을 받았다.

## 정조 이후
그러나 정조 때에 이르러서는 치세(治世)의 도리를 주장하여 정신적으로 왕을 보좌하기보다는 실지로 정치권력의 행사를 위임받아 권세를 부리는 정치 형태로 변질되면서 세도(世道)는 흔히 세도(勢道)로 일컫게 되었다.

### 홍국영의 세도
정조 때의 홍국영은 정조가 왕세손으로 있을 때 정후겸·홍인한 등의 위협에서 그를 보호하여 무사히 왕위에 오를 수 있게 한 공으로 도승지 겸 금위대장에 임명되어 왕의 신변 보호를 맡는 한편 모든 정사도 그를 거쳐 상주(上奏)하고 결재하는 권한을 위임받았다. 그래서 요즘 흔히 쓰이는 뜻으로서의 세도 정치는 홍국영에서 시작된다.
홍국영 이후 세도 정치의 특색은 대개 척신(戚臣)으로서 왕과 밀접한 관계에 있는 사람이면 관직의 높고 낮음을 가리지 않고 지명되었으며, 치세의 도리보다는 상하의 민정과 신임의 동향을 조사 보고하고 인사 행정에까지 직접 참여하여 권력의 남용을 초래함으로써 외척(外戚)의 발호를 보게 된 데 있다.

### 홍국영 이후의 세도
홍국영의 세도는 그의 부정과 부패 때문에 1780년(정조 4년)에 추방당하고 말았지만 정조가 죽고 순조가 불과 11세에 즉위하게 되자, 대왕대비였던 영조의 계비 정순왕후가 수렴청정을 통하여 경주 김씨 중심의 세도 정치를 시작하였다. 수렴청정을 거둔 이후 정조의 유탁(遺託)을 받아 김조순이 정권을 잡아 경주 김씨 세력을 숙청하고 이듬해에 그의 딸인 순원왕후가 순조의 비가 되면서부터 외척 신 안동 김씨가 행하는 세도 정치의 기틀이 잡히게 되어서 중앙의 요직은 그의 일족(一族)이 모조리 독점하였다. 그 뒤 익종의 비(妃)로서 조만영의 딸(신정왕후)이 들어서면서
헌종 때에는 할머니 순원황후 김씨 실권갖고 친정인 안동 김씨와 그의 외가인 풍양 조씨간에 암투가 벌어졌다.
철종이 즉위하고는 그 비인 철인왕후가 김문근의 딸이었으므로 다시 신 안동 김씨가 세도를 잡게 되었다. 비록 왕족이라 하더라도 김씨의 세도에 억눌려 살아야 되었으니, 가령 왕족인 이하전이 과거 시험장에서 김씨의 자제와 싸워 패하고는 뒤에 죽음을 당하기도 하였던 것이다. 이에 따라 온갖 협잡이 성행하여 정치의 기강은 문란해지고 민생은 도탄에 빠지게 되었다.
고종이 왕위에 오르자 흥선대원군이 정권을 잡고 신 안동 김씨의 세력을 꺾어, 한때 독재적인 세도 정치를 이룩하여 외척이 발흥하는 세도 정치의 폐단이 없어지는 듯하였으나 얼마 뒤에 명성황후에게 축출되고부터는 다시 한말까지 여흥 민씨 일족이 외척의 세도 정치가 그대로 지속되었다. 1895년(고종 32년) 명성황후 민씨가 시해된 뒤에도 국가의 요직을 차지한 여흥 민씨가 1천 명을 넘었다.

## 세도 가문

### 풍산 홍씨
풍산 홍씨(豊山 洪氏)는 홍주원(洪柱元)이 선조의 부마가 되었고, 홍주원의 아들 홍만용(洪萬容)은 숙종 때 예조판서를 지냈으며, 홍만용의 손자 홍현보(洪鉉輔)도 영조 때 예조판서를 지냈다. 홍현보의 아들 홍봉한(洪鳳漢)은 사도세자의 비인 혜경궁 홍씨의 아버지로서 영조 때 영의정에 올랐고, 홍봉한의 동생 홍인한(洪麟漢)은 좌의정에 올랐으며, 홍봉한의 5촌인 홍낙성(洪樂性)은 정조 때 영의정에 올랐다. 홍주원의 6대손인 홍국영(洪國榮)은 정조 때 세도정치로 권세를 잡았다.

### 신 안동 김씨 (장동 김씨)
신 안동 김씨는 조선 후기 순조·헌종·철종의 3대에 걸친 왕의 외척으로서 조정의 요직을 독차지하고 세도 정치를 행하였다. 홍국영이 세도 정치를 행한 이래 역대 제왕은 나이가 어려 세도 정치가 더욱 본격화되었다. 순조가 11살에 즉위하자 김조순이 자기 딸을 왕비로 삼아 외척으로 정권을 장악하게 되어 많은 신 안동 김씨 일파가 요직에 앉았는데, 1827년(순조 27년) 세자가 정치를 대리하고 풍양 조씨 일파가 정권을 장악하여 한 때 정권을 빼앗기기도 했다.
철종이 즉위하여 김문근의 딸이 왕비가 되자 김씨는 또다시 정권을 잡게 되어 김좌근(金左根) · 김재근(金在根) · 김수근(金洙根) · 김병익(金炳翼) · 김병국 등이 국정을 좌우하는 중심 인물이 됨으로써 김씨의 세력은 절정에 달했다.

### 풍양 조씨
풍양 조씨는 조선 후기 헌종 대를 통해 왕의 외척으로서 정권을 잡아 세도 정치를 행하였다.
1827년(순조 27년)에 왕세자가 부왕의 신병 요양으로 인하여 정치를 대리하게 되자 조만영의 딸을 비(妃)로 삼아 조씨 일파는 김씨 일파와 세력 다툼을 벌여 한동안 세도를 잡았으나, 그들간의 불화 반목으로 세도가 무너지게 되었고, 철종 즉위와 함께 신 안동 김씨에게 세력을 빼앗기고 말았다.

### 반남 박씨
순조의 어머니 수빈 박씨가 반남 박씨이다. 덕분에 수빈 박씨의 아버지인 박준원은 정조 사후 정순왕후 김씨(당시 대왕대비)가 수렴청정하던 시기에 어영대장을 거쳐 판의금부사 자리까지 오른다. 수빈 박씨의 오라비인 박종경과 박종보도 순조 대에 세도가로 이름을 떨쳤다. 박종경은 풍양 조씨 조득영의 상소로 물러나게 된다. 이 외에도 박기수, 박회수, 박윤수 등이 있다. 반남 박씨는 순조 때와 헌종 초에 세력을 잡았으나 철종 시절 핵심 인물들이 사라지자 몰락한다.

### 여흥 민씨
여흥 민씨(驪興 閔氏)는 민유중(閔維重)의 딸이 숙종의 왕비 인현왕후(仁顯王后)가 되면서 민유중은 여양부원군(驪陽府院君)에 봉군되었고, 민유중의 형인 민정중(閔鼎重)이 좌의정에 올랐으며, 민정중의 아들 민진장(閔鎭長)은 우의정에 올랐다. 인현왕후의 오빠인 민진후(閔鎭厚)는 좌참찬(左參贊)에 올랐고, 민진후의 동생인 민진원(閔鎭遠)은 영조 때 노론의 영수로서 좌의정에 이르렀다. 민진후의 현손인 민치록(閔致祿)의 딸이 고종의 비인 명성황후(明成皇后)가 되면서 여흥 민씨의 세도정치가 시작되었다. 여은부원군(驪恩府院君) 민태호(閔台鎬)의 딸은 순종의 비 순명효황후(純明孝皇后)가 되었다.

## 같이 보기
- 신 안동 김씨
- 풍양 조씨
- 풍산 홍씨
- 반남 박씨
- 여흥 민씨
- 구 안동 김씨